# Полимеда
Полимеда је личност из грчке митологије.

## Етимологија
Њено име има значење „веома лукава“.

## Митологија
У Хомеровој „Одисеји“ и према Аполодору, била је кћерка Аутолика и Амфитеје, а удата за Есона са којим је имала синове Јасона и Промаха. Након смрти свог супруга коју је иницирао краљ Пелија, обесила се, али је пре тога проклела краља.